# Bubba Trattori
Bubba Trattori S.p.A. est une entreprise italienne de construction de machines agricoles installée à Santimento dans la province de Plaisance, depuis 1896.
En 1954, la société fusionne avec son compatriote Arbos SpA et la nouvelle entité adopte la raison sociale Arbos-Bubba SpA. À partir de 1956, elle devient simplement Arbos SpA. Elle est rachetée par la multinationale chinoise Foton Lovol Industry Ltd. Goldoni S.p.A. rejoint, au sein de cette multinationale, ses compatriotes italiens Arbos SpA, Bubba et MaterMacc SpA.

## Histoire
En 1892, Pietro Bubba crée une petite entreprise de services SaS Pietro Bubba & C. pour battre le blé pendant les moissons. Durant les périodes de l'année où cette activité n'est pas demandée, il répare et fabrique les outils des fermiers. En 1896, il invente et fabrique une écosseuse mécanique pour petites semences. Ce sera la première machine agricole de sa carrière qui porte le nom de son entreprise.
Au fil des ans, l'entreprise se développe rapidement et sa réputation pour la qualité et l'ingéniosité de ses machines de battage et ses presses viennent concurrencer les productions des constructeurs les plus réputés de l'époque comme Breda, Orsi Trattori ou Casali Trattori. Il se lance dans la fabrication de son premier tracteur en 1917 avec la réparation de vieux tracteurs rachetés aux fermes d’État par les fermiers au début de la Première Guerre mondiale, tracteurs abandonnés par les jeunesses fascistes mobilisées sur le front.
Pietro Bubba saisit cette occasion et propose aux fermiers de remplacer les moteurs mal entretenus par de nouveaux moteurs plus simples à entretenir et correspondant mieux à leurs besoins sur des terres de plus petites surfaces. Il monte son propre moteur à tête chaude en lieu et place des moteurs à cycle « Otto ». C'est ainsi que vont être lancés les modèles UTC3 et UTC4 en 1924. La guerre était terminée et la phase de reconstruction bien engagée, l’État aidait les agriculteurs à se développer ce qui favorisa les ventes. La demande est telle que l'entreprise doit s'agrandir et lance le tout nouveau modèle UTB3 en 1926. Les modèles se succèdent avec les UT3 et UT5, ce tracteur disposait d'un moteur de plus de 23 litres de cylindrée, ce qui représente le plus gros moteur à tête chaude jamais monté sur un tracteur agricole au monde.
Pietro Bubba décède en 1927 à 78 ans et la crise mondiale de 1929 vont plonger l'entreprise dans de grosses difficultés financières. Le 5 avril 1930 une nouvelle société Bubba S.p.A. absorbe la "SaS Pietro Bubba & C.". Seuls les Federico comme ingénieur projeteur des batteuses et ses fils Ulisse comme directeur technique de l'usine et Artemio resteront dans la nouvelle structure d'entreprise. Artemio quittera la société un an plus tard et s'associera avec son dernier frère Salvatore pour créer en 1933, une nouvelle entreprise de construction de batteuses.
Le premier tracteur agricole réalisé par la nouvelle société est le modèle UT2, équipé d'un moteur de 25 ch, très moderne pour l'époque, conçu par l’ingénieur Ulysse avant la création de la nouvelle structure mais non industrialisée à cause des problèmes financiers de l'ancienne société. Durant les années 1934 et 1935, plusieurs nouveaux modèles voient le jour : l'UT4 et l'UT6 avec leur dérivés routiers US et installations fixes UF.
Le modèle UT4 est doté d'un moteur de 15 380 cm3 de cylindrée avec 260 mm d'alésage et 290 mm de course. C'est le plus gros tracteur monocylindre à tête chaude jamais construit. L'UT6 était la copie de l'UT4 à échelle réduite dont l'entreprise dérivera en 1936 le tracteur à chenilles C35. Ce sera le dernier tracteur conçu par l’ingénieur Ulysse qui quittera la société.

## La période Arbos-Bubba
En 1938, Bubba SpA présente l'Ariete, un tracteur de 45 Ch, le premier non conçu par Ulysse, mais par les ingénieurs Emmanueli et Giorgi. 
En 1943, Luigi Lodigiani devient l'actionnaire unique de la société Bubba SpA. Il lance le D42, un tracteur de 42 ch, version modernisée de l'Ariete qui n'obtiendra pas un gros succès en raison du contexte économique engendré par la guerre. Le Centauro, un tracteur à chenilles de 55 ch est aussi commercialisé. Durant cette période difficile, la société Bubba SpA conçoit un prototype de moissonneuse-batteuse autonome à chenilles. En 1947, Bubba expérimente une moissonneuse-batteuse trainée, le modèle MT 1500, avec un moteur auxiliaire, conçue par les ingénieurs Minoprio et Farina qui restera au stade du prototype. Sur ce même principe, la société présentera plusieurs machines expérimentales pour la récolte du riz. 
En 1950, Bubba SpA lance le LO5 à roues, le dernier tracteur à tête chaude du constructeur. La version à chenilles LO6 ne sera jamais commercialisée. 
En 1952, Luigi Lodigiani construit une nouvelle usine à Piacenza San Lazzaro et y transfère l'ensemble de sa production. La production d'un nouveau modèle de moissonneuse-batteuse est lancée, la MT 52 équipée d'un moteur Deutz avec refroidissement par air. Les modèles plus puissants MT 100 A et MT 100 B sont lancés, la MT 100B est la version pour la récolte du riz. 
Dès 1954, la raison sociale de la société devient Arbos-Bubba SpA vite simplifié en Arbos SpA en 1956, marque d'une très ancienne fabrique de  bicyclettes ayant été créée par deux associés originaires de Piacenza, Armani & Boselli, rachetée par Luigi Lodigiani.
En 1954, Arbos-Bubba SpA lance un tracteur à roues équipé d'un moteur diesel Perkins P4TA développant 35 ch et l’année suivante un tracteur à chenilles pouvant recevoir deux moteurs au choix : Perkins P4TA ou Deutz F2L514 de 32 ch. Ce modèle ne rencontrera pas les faveurs de la clientèle, 33 exemplaires du tracteur à roues et 9 à chenilles ont été vendus jusqu'au 31 décembre 1955, la fin de sa fabrication
En 1956, la raison sociale reprend le nom Arbos SpA. Plusieurs nouveaux modèles de moissonneuses batteuses sont lancés comme la MT 100 C disponible à roues ou chenilles et l’ Allodola 650 équipée d'un moteur diesel Fiat. Les modèles MT 1000 Super et MT 750 Super suivront. 
En 1960, toute la production est assurée par la nouvelle usine de San Lazzaro di Piacenza et l'ancien site est vendu. C'est l'occasion pour la société d'inaugurer ses nouvelles couleurs. Désormais, tous les matériels Arbos auront une livrée vert olive.
En 1964, la société Arbos SpA est rachetée par l'américain White Farm Equipment, filiale du groupe White Motor qui en fera une simple filiale en 1972. La société est mise en liquidation judiciaire par le groupe américain le 31 décembre 1975. la société est rachetée par les frères Magni en mars 1976 qui relancent l'activité sous le nom de "Nuova Arbos SpA". La société lance un nouveau type de moissonneuse batteuse à nivellement automatique, les modèles 565 AL, 565 A 4L et 705 A 4L.
En octobre 1983, la société est revendue et renommée Arbos SpA, toujours spécialiste des moissonneuses-batteuses pour le blé, le riz et le mais. La société continue son activité jusqu'en fin d'année 1994, où elle ferme définitivement.

## La renaissance
En 2011, le groupe chinois Lovol Heavy Industry Co. Ltd, premier constructeur chinois de tracteurs agricoles cherche à installer en Italie un centre de R & D. Il rachète les deux sociétés et les marques réputées que sont Bubba et Arbos, fusionne les deux sociétés dans une holding Lovol Arbos Group SpA et rouvre les centres de recherche et développement de ces sociétés. La nouvelle gamme est rapidement relancée sur la base de trois plateformes de tracteurs de 100 à 270 ch et récupère la technologie des moissonneuses-batteuses italiennes Arbos. 
Lovol Arbos Group SpA rachète en janvier 2015 la société MaterMacc, une entreprise de Pordenone spécialisée dans la production d'équipements et accessoires pour l'agriculture et, en décembre 2015 Goldoni S.p.A., important et réputé constructeur de tracteurs agricoles pour les vergers et les vignes. En 2016, la nouvelle société engage un programme d'investissements en doublant la surface de l'usine (55 000 m2) de Migliarina di Carpi. 

### Codification des machines Bubba
- U = Ulisse, initiale du nom du concepteur
- T = Tracteur,
- C = Case, nom du constructeur du châssis,
- B = Bubba, nom du constructeur du châssis.